# Hanna Zaryc'ka
Hanna Serhiïvna Zaryc'ka, coniugata Rulova (in ucraino Ганна Сергіївна Зарицька-Рулова?; Zaporižžja, 8 giugno 1986), è una cestista ucraina.

## Carriera
Con l'Ucraina ha disputato i Campionati europei del 2013.